# Bianchi (ciclismo 1905-1966)
La Bianchi fu una squadra italiana di ciclismo su strada, fondata nel 1905 e attiva fino al 1966.

## Storia
La Bianchi è stata una squadra con oltre 60 anni di attività nel mondo del ciclismo su strada, che ha visto nelle proprio file ciclisti del calibro di Fausto Coppi, Giuseppe Olmo, Domenico Piemontesi, Pasquale Fornara, Gaetano Belloni, Carlo Galetti, Aldo Bini, Ugo Agostoni, Oscar Egg, Raphaël Géminiani, Jacques Anquetil e Dino Zandegù. Tra i principali successi conseguiti dalla squadra vi sono molte classiche (quindici Milano-Sanremo e quattordici Giri di Lombardia), ma anche numerose tappe al Giro d'Italia (ben 130) e al Tour de France (2).

## Cronistoria

### Annuario
| Anno | Codice | Nome               | Cat. | Biciclette | Dirigenza |
| ---- | ------ | ------------------ | ---- | ---------- | --------- |
| 1905 | -      | Bianchi            |      | Bianchi    |           |
| 1906 | -      | Bianchi            |      | Bianchi    |           |
| 1907 | -      | Bianchi            |      | Bianchi    |           |
| 1908 | -      | Bianchi            |      | Bianchi    |           |
| 1909 | -      | Bianchi-Dunlop     |      | Bianchi    |           |
| 1910 | -      | Bianchi            |      | Bianchi    |           |
| 1911 | -      | Bianchi            |      | Bianchi    |           |
| 1912 | -      | Bianchi            |      | Bianchi    |           |
| 1913 | -      | Bianchi (inattiva) |      | Bianchi    |           |
| 1914 | -      | Bianchi-Pirelli    |      | Bianchi    |           |
| 1915 | -      | Bianchi            |      | Bianchi    |           |
| 1916 | -      | Bianchi            |      | Bianchi    |           |
| 1917 | -      | Bianchi            |      | Bianchi    |           |
| 1918 | -      | Bianchi            |      | Bianchi    |           |
| 1919 | -      | Bianchi-Pirelli    |      | Bianchi    |           |
| 1920 | -      | Bianchi-Pirelli    |      | Bianchi    |           |
| 1921 | -      | Bianchi-Dunlop     |      | Bianchi    |           |
| 1922 | -      | Bianchi-Salga      |      | Bianchi    |           |

| Anno | Codice | Nome               | Cat. | Biciclette | Dirigenza                                             |
| ---- | ------ | ------------------ | ---- | ---------- | ----------------------------------------------------- |
| 1927 | -      | Bianchi-Pirelli    |      | Bianchi    |                                                       |
| 1928 | -      | Bianchi-Pirelli    |      | Bianchi    |                                                       |
| 1929 | -      | Bianchi-Pirelli    |      | Bianchi    |                                                       |
| 1930 | -      | Bianchi-Pirelli    |      | Bianchi    |                                                       |
| 1931 | -      | Bianchi-Pirelli    |      | Bianchi    |                                                       |
| 1932 | -      | Bianchi-Pirelli    |      | Bianchi    |                                                       |
| 1933 | -      | Bianchi            |      | Bianchi    |                                                       |
| 1934 | -      | Bianchi            |      | Bianchi    |                                                       |
| 1935 | -      | Bianchi            |      | Bianchi    |                                                       |
| 1936 | -      | Bianchi            |      | Bianchi    |                                                       |
| 1937 | -      | Bianchi            |      | Bianchi    |                                                       |
| 1938 | -      | Bianchi            |      | Bianchi    |                                                       |
| 1939 | -      | Bianchi            |      | Bianchi    |                                                       |
| 1940 | -      | Bianchi            |      | Bianchi    |                                                       |
| 1941 | -      | Bianchi            |      | Bianchi    |                                                       |
| 1942 | -      | Bianchi            |      | Bianchi    |                                                       |
| 1943 | -      | Bianchi            |      | Bianchi    |                                                       |
| 1944 | -      | Bianchi (inattiva) |      | Bianchi    |                                                       |
| 1945 | -      | Bianchi            |      | Bianchi    |                                                       |
| 1946 | -      | Bianchi            |      | Bianchi    |                                                       |
| 1947 | -      | Bianchi            |      | Bianchi    |                                                       |
| 1948 | -      | Bianchi            |      | Bianchi    |                                                       |
| 1949 | -      | Bianchi-Ursus      |      | Bianchi    |                                                       |
| 1950 | -      | Bianchi-Ursus      |      | Bianchi    |                                                       |
| 1951 | -      | Bianchi-Pirelli    |      | Bianchi    |                                                       |
| 1952 | -      | Bianchi-Pirelli    |      | Bianchi    |                                                       |
| 1953 | -      | Bianchi-Pirelli    |      | Bianchi    | Dir. sportivi: Giovanni Tragella                      |
| 1954 | -      | Bianchi-Pirelli    |      | Bianchi    | Dir. sportivi: Giovanni Tragella, Guillaume Driessens |
| 1955 | -      | Bianchi-Pirelli    |      | Bianchi    | Dir. sportivi: Giovanni Tragella                      |
| 1956 | -      | Bianchi-Pirelli    |      | Bianchi    | Dir. sportivi: Franco Aguggini                        |
| 1957 | -      | Bianchi-Pirelli    |      | Bianchi    | Dir. sportivi: Franco Aguggini                        |
| 1958 | -      | Bianchi-Pirelli    |      | Bianchi    | Dir. sportivi: Franco Aguggini                        |
| 1959 | -      | Bianchi-Pirelli    |      | Bianchi    | Dir. sportivi: Franco Aguggini, Giuseppe De Grandi    |
| 1960 | -      | Bianchi            |      | Bianchi    | Dir. sportivi: Giuseppe De Grandi                     |
| 1961 | -      | Bianchi            |      | Bianchi    | Dir. sportivi: Giuseppe De Grandi                     |

| Anno | Codice | Nome              | Cat. | Biciclette | Dirigenza                         |
| ---- | ------ | ----------------- | ---- | ---------- | --------------------------------- |
| 1965 | -      | Bianchi-Mobylette |      | Bianchi    | Dir. sportivi: Giuseppe De Grandi |
| 1966 | -      | Bianchi-Mobylette |      | Bianchi    | Dir. sportivi: Giuseppe De Grandi |

## Palmarès

### Grandi Giri
- Giro d'Italia

Partecipazioni: 46 (1909, 1910, 1911, 1912, 1914, 1919, 1920, 1921, 1922, 1927, 1928, 1929, 1930, 1931, 1932, 1933, 1934, 1935, 1936, 1937, 1938, 1939, 1940, 1946, 1947, 1948, 1949, 1950, 1951, 1952, 1953, 1954, 1955, 1956, 1957, 1958, 1959, 1960, 1961, 1965, 1966) 
130 vittorie di tappa:
- 2 nel 1909: Dario Beni (2)
- 5 nel 1911: Carlo Galetti (3), Giovanni Rossignoli, Dario Beni
- 2 nel 1914: Giuseppe Azzini (2)
- 2 nel 1919: Gaetano Belloni, Oscar Egg
- 6 nel 1920: Gaetano Belloni (4), Giuseppe Olivieri, Ugo Agostoni
- 3 nel 1921: Gaetano Belloni (3)
- 3 nel 1922: Gaetano Belloni (2), Costante Girardengo
- 2 nel 1927: Arturo Bresciani, Domenico Piemontesi
- 5 nel 1928: Domenico Piemontesi (5)
- 2 nel 1929: Gaetano Belloni, Domenico Piemontesi
- 7 nel 1930: Michele Mara (5), Domenico Piemontesi, Allegro Grandi
- 3 nel 1931: Michele Mara (2), Ambrogio Morelli
- 2 nel 1933: Giuseppe Olmo (2)
- 3 nel 1934: Giuseppe Olmo (3)
- 4 nel 1935: Giuseppe Olmo (4)
- 11 nel 1936: Giuseppe Olmo (10), Aldo Bini
- 4 nel 1937: Aldo Bini (3), Giuseppe Olmo
- 1 nel 1938: Adolfo Leoni
- 3 nel 1939: Diego Marabelli, Adolfo Leoni, Vasco Bergamaschi
- 10 nel 1940: Olimpio Bizzi (4), Adolfo Leoni (4), Mario Vicini (2)
- 6 nel 1946: Fausto Coppi (4), Adolfo Leoni, Aldo Baito
- 6 nel 1947: Fausto Coppi (3), Adolfo Leoni (3)
- 5 nel 1948: Fausto Coppi (2), Oreste Conte (2), Bruno Pasquini
- 5 nel 1949: Fausto Coppi (3), Oreste Conte (2)
- 2 nel 1950: Oreste Conte (2)
- 2 nel 1951: Fausto Coppi (2)
- 4 nel 1952: Fausto Coppi (3), Pasquale Fornara
- 5 nel 1953: Fausto Coppi (3), Ettore Milano, cronometro a squadre
- 2 nel 1954: Fausto Coppi, cronometro a squadre
- 1 nel 1955: Fausto Coppi
- 1 nel 1958: Guido Boni
- 1 nel 1959: Antonino Catalano
- 2 nel 1965: Luciano Armani, Bruno Mealli
- 2 nel 1966: Dino Zandegù (2)

6 vittorie finali:
- 1911: Carlo Galetti
- 1920: Gaetano Belloni
- 1947, 1949, 1952 e 1953 : Fausto Coppi

9 classifiche minori:
- Classifica GPM: Fausto Coppi (1948, 1949, 1954), Raphaël Géminiani (1952)
- Classifica a squadre: 1911, 1920, 1921, 1930, 1952

- Tour de France

Partecipazioni: 4 (1908, 1919, 1920, 1921) 
2 vittorie di tappa:
- 2 nel 1919: Luigi Lucotti (2)

Vittorie finali: 0
Altre classifiche: 0
- Vuelta a España

Partecipazioni: 0

### Classiche monumento
- Milano-Sanremo: 15

1914: (Agostoni); 1917, 1920: (Belloni); 1918: (Girardengo); 1930: (Mara); 1932: (Bovet); 1935, 1938: (Olmo); 1942: (Leoni); 1943: (Cinelli); 1946, 1948, 1949: (Coppi); 1952, 1953: (Petrucci)
- Giro di Lombardia: 13

1906: (Brambilla); 1914: (Bordin); 1918: (Belloni); 1922: (Girardengo); 1930: (Mara); 1937: (Bini); 1946, 1947, 1948, 1949, 1954: (Coppi); 1956: (Darrigade); 1957: (Ronchini)
- Parigi-Roubaix: 2

1949, 1950: (Coppi)

### Campionati nazionali
- Campionati belgi: 1

In linea: 1921 (Jules Van Hevel)
- Campionati francesi: 1

In linea: 1953 (Raphaël Géminiani)
- Campionati italiani: 10

In linea: 1908 (Giovanni Cuniolo); 1909 e 1911 (Dario Beni); 1922 (Costante Girardengo); 1936 (Giuseppe Olmo); 1941 (Adolfo Leoni); 1947, 1949, 1955 (Fausto Coppi); 1959 (Diego Ronchini)

### Campionati mondiali
- Corsa in linea: 1

1953 (Fausto Coppi)